# Eucalyptus studleyensis
Eucalyptus studleyensis är en myrtenväxtart som beskrevs av Joseph Henry Maiden. Eucalyptus studleyensis ingår i släktet Eucalyptus och familjen myrtenväxter. Inga underarter finns listade i Catalogue of Life.